# Distretti di Malta
I distretti di Malta costituiscono una suddivisione territoriale sottordinata alle regioni; hanno una rilevanza esclusivamente statistica e, pertanto, non rappresentano una suddivisione amministrativa.

## Lista
| Localizzazione | Distretto                          | Regione                    | Area (km2) | Popolazione | Consigli Locali |
| -------------- | ---------------------------------- | -------------------------- | ---------- | ----------- | --------------- |
|                | Distretto di Gozo e Comino         | Gozo                       | 68,7       | 37.288      | 14              |
|                | Distretto Settentrionale           | Settentrionale             | 73,6       | 70.580      | 6               |
|                | Distretto Occidentale              | Settentrionale             | 72,5       | 54.315      | 10              |
|                | Distretto del Porto settentrionale | Centrale                   | 24,1       | 131.938     | 13              |
|                | Distretto Sudorientale             | Meridionale e Sudorientale | 54,3       | 66.060      | 11              |
|                | Distretto del Porto meridionale    | Sudorientale               | 26,1       | 81.834      | 14              |